# 瑞奇 (中国歌手)
瑞奇（英語：Ricky，1988年12月19日—），本名王贺勇，出生于中国河北省石家庄市，中国大陆摇滚乐歌手、词曲作家、音乐制作人，原中国大陆乐队Rustic成员、现中国大陆乐队Click#15团员。

## 演艺经历
瑞奇本名王贺勇，出生于中国河北省石家庄市的一个农民家庭，2004年在其15岁时参加河北电视台举办的歌唱比赛并获得第二名。2006年2月，瑞奇和李岩、李凡共同成立Rustic乐队，瑞奇在乐队中担任贝斯手。2010年4月，Rustic乐队获得2009年全球乐队争霸赛冠军，之后乐队在英国的7座城市展开巡演。2011年4月，Rustic乐队发行签约厂牌兵马司的首张录音室专辑《伤心恐怖城》，同月在中国大陆的17座城市展开巡演。同年，瑞奇离开Rustic乐队。之后，瑞奇接连成立RickySixx Project和Flaming Heat两支乐队。
2015年，瑞奇和杨策、崔竣共同成立Click#15乐队，瑞奇在乐队中担任主唱兼吉他手。2016年10月，Click#15乐队签约太合麦田旗下厂牌赤曈音乐。2017年3月，Click#15乐队发行首张EP《疯客感官》。同月，Click#15乐队在中国大陆的13座城市展开巡演。2018年5月，Click#15乐队发行单曲《In Love》。同年7月，Click#15乐队发行单曲《Get Funky》。2019年5月，Click#15乐队开始参加录制爱奇艺音乐综艺节目《乐队的夏天》，并最终获得第四名的成绩。同年6月，Click#15乐队发行单曲《忏悔录》。同年9月，Click#15乐队发行和高嘉丰合作的单曲《Nite Jogger》。同年10月，Click#15乐队发行和李宇春合作的单曲《野望》。同月，Click#15乐队发行单曲《Think About It Twice》。2020年4月，Click#15乐队发行第二张EP《疯客感官2》。同年6月，Click#15乐队发行单曲《每月15，世界同步》。同年9月，Click#15乐队发行单曲《叮咚》。同年11月，Click#15乐队发行单曲《B Funk for Summer Troops》。同月，Click#15乐队在中国大陆的15座城市展开巡演。2021年4月，Click#15乐队发行首张录音室专辑《4月26日 晴》。同年8月，瑞奇个人开始参加录制芒果TV全景音乐竞演综艺节目《披荆斩棘的哥哥》，并在第五场公演遭到淘汰。2022年1月，瑞奇个人作为飞行嘉宾开始参加录制芒果TV励志职业体验真人秀节目《我们的滚烫人生》。

## 音乐作品

### 录音室专辑
以Rustic名义
- 《伤心恐怖城》（2011）

以Click#15名义
- 《4月26日 晴》（2021）

### 迷你专辑
以Click#15名义
- 《疯客感官》（2017）
- 《疯客感官2》（2020）

### 单曲
以Click#15名义
- 《In Love》（2018）
- 《Get Funky》（2018）
- 《忏悔录》（2019）
- 《Nite Jogger》（2019）
- 《野望》（2019）
- 《Think About It Twice》（2019）
- 《每月15，世界同步》（2020）
- 《叮咚》（2020）
- 《B Funk for Summer Troops》（2020）
- 《哎呦 哎呦》（2022）

以RickySixx名义
- 《从人生到人生 》（2022）
- 《Your Place or Mine 》（2022）

## 影视作品

### 综艺节目
以个人名义
- 《披荆斩棘的哥哥》（2021）
- 《哥哥的少年时代第5期：上点新吧食堂 尹正刘聪瑞奇李响上演美食争霸赛》（2021）
- 《哥哥的少年时代 课间版第5期：才艺大比拼 尹正刘聪瑞奇李响身怀绝技》（2021）
- 《哥哥的下午茶第14期：瑞奇和李承铉张云龙比脸小 帽子造型背后暗藏玄机》（2021）
- 《了不起的艺能第44期》（2021）
- 《我们的滚烫人生》（2022）
- 《第三季天赐的声音盛典第十二期》（2022）
- 《中国说唱巅峰对决第4期 三人聯盟主題創作賽》（2022）
- 《披荆斩棘的滚烫夏天》（2022）

以Click#15名义
- 《乐队的夏天》（2019）
- 《乐队我做东第7期：面孔乐队和Click 15乐队一桌吃饭》（2019）
- 《天天向上20200105期：“越琢磨乐队”遭遇成团难题 Click#15王一博现场斗舞超燃！》（2020）